# Jiří Lanský
Jiří Lanský (* 17. September 1933 in Prag; † 14. Februar 2017 in Lázně Toušeň) war ein tschechoslowakischer Hochspringer.
1951 siegte er bei den Weltfestspielen der Jugend und Studenten. 
Bei den Leichtathletik-Europameisterschaften gewann er 1954 in Bern und 1958 in Stockholm (mit seiner persönlichen Bestleistung von 2,10 m) jeweils Silber.
1959 holte er Silber bei den Weltfestspielen der Jugend und Studenten, und 1960 wurde er bei den Olympischen Spielen in Rom Siebter. 
Sechsmal wurde er Tschechoslowakischer Meister (1954, 1958–1960, 1963, 1964).